# Méthylsélénocystéine
La méthylsélénocystéine, ou Se-méthylsélénocystéine, est un analogue structurel de la S-méthylcystéine dans lequel l'atome de soufre est remplacé par un atome de sélénium. C'est un inhibiteur des tumeurs mammaires induites par le 7,12-diméthylbenz[a]anthracène (en) (DMBA) et un agent de chimioprévention bloquant le cycle cellulaire et la prolifération des lésions mammaires prémalignes et induisant l'apoptose des lignées cellulaires cancéreuses cultivées.
L'apoptose serait le mécanisme le plus probable pour expliquer l'activité chimiopréventive des composés séléniés. Le Se-méthylsélénocystéine est plus efficace pour induire une apoptose que le sélénite de sodium Na2SeO3 et est moins toxique. La mort cellulaire induite par les sélénites pourrait être davantage due à la nécrose qu'à l'apoptose car les sélénites n'induisent pas de phénomènes apoptotiques de manière significative, comme l'activation de la caspase 3.
Une étude sur l'absorption de levures séléniée a montré une réduction de l'incidence des cancers, notamment de la prostate ; des études ultérieures sur l'absorption de sélénométhionine n'ont montré aucun bénéfice par rapport aux cancers, en revanche les levures séléniées contiennent à la fois de la sélénométhionine et de la méthylsélénocystéine.
On trouve la méthylsélénocystéine dans la levure séléniée ainsi que dans de nombreux légumes. Les plantes des genres allium (oignon, oignon sauvage, ail, poireau...), Brassica (brocoli, radis, chou de Bruxelles, chou cabus...) et astragale (fabacées) peuvent contenir jusqu'à 80 % de leur sélénium sous forme de Se-méthylsélénocystéine. Il est converti en méthylsélénol CH3SeH par une β-lyase, puis en séléniure d'hydrogène H2Se.